# Serviceloven
Serviceloven, egentlig Lov om social service, er en dansk lov, der udstikker rammerne for rådgivning og støtte for at forebygge sociale problemer samt for at tilbyde ydelser til borgere med nedsat fysisk eller psykisk funktionsevne eller særlige sociale problemer.
Første udgave af loven blev vedtaget i 1998, da den sammen med Retssikkerhedsloven og Aktivloven afløste Bistandsloven, og  den revideres typisk flere gange årligt.